# Podhradí (district de Cheb)
Pour les articles homonymes, voir Podhradí.
Podhradí (en allemand : Neuberg) est une commune du district de Cheb, dans la région de Karlovy Vary, en Tchéquie. Sa population s'élevait à 188 habitants en 2020.

## Géographie
Podhradí se trouve à 22 km à l'est-sud-est de la ville allemande de Hof, à 23 km au nord-ouest de Cheb, à 48 km à l'ouest de Karlovy Vary et à 161 km à l'ouest de Prague.
La commune est limitée par Hranice au nord, par Aš à l'est et au sud, et par Krásná à l'ouest.

## Histoire
La première mention écrite de la localité date de 1288.